# フジテレビ系列金曜夕方5時台枠のアニメ
フジテレビ系列金曜夕方5時台枠のアニメ（フジテレビけいれつきんようゆうがたごじだいわくのアニメ）は、かつてフジテレビ系で毎週金曜17時台（JST）に放送されていたテレビアニメの作品一覧である。
この時間帯は一貫してローカルセールス枠であったため、作品によっては遅れネットとなる局や未放送の局もあった。

## 歴史

### 前半
1984年10月、『ふしぎなコアラブリンキー』が土曜18:00枠から移動する形で新設したのが最初である。半年後の1985年3月の『ふたり鷹』終了をもって、帯バラエティ番組『夕やけニャンニャン』に置き換わり、以後5年間中断するが、1990年4月に『ティーンズゴールデンタイム』火曜の枠で放送されていた『かりあげクン』が、『金曜アニメランド』の新設に伴いこの枠へ移動して半年間放送する。9年後の1999年4月よりフジテレビでは初のガンダムシリーズとなる『∀ガンダム』が放送開始し、2000年3月まで放送された。

### 後半
前半の時間帯と同じく1984年10月に『森のトントたち』からこの枠でのアニメがスタート。その後はゴールデンタイムから降格した作品を中心に放送する枠となり、1988年10月に水曜19時30分枠から移動してきた『F』が最初である。9か月後の1989年10月からは『らんま1/2 熱闘編』が土曜19時枠から移動し、1992年9月まで3年間放送し、ヒット作品となる。1997年6月終了の『いじわるばあさん』（アニメ第2作）を最後に新作アニメは放送されていない。

## 作品リスト

### 17時00分 - 17時30分
- ふしぎなコアラブリンキー（1984年10月5日 - 12月28日） ※土曜18時枠から移動
- ふたり鷹（1985年1月11日 - 3月29日） ※木曜19時30分枠から移動
- かりあげクン（1990年4月13日 - 9月21日） ※火曜17:30枠（『ティーンズゴールデンタイム』火曜）から移動。1990年6月までは『金曜アニメランド』第3部で放送（同年7月以降は枠名廃止）。同年10月に金曜16時枠へ移動

### 16時55分 - 17時25分
- ∀ガンダム（1999年4月9日 - 2000年3月24日）

### 17時25分 - 17時55分
- F（1988年10月21日 - 12月23日） ※水曜19時30分枠から移動
- いじわるばあさん（アニメ第2作）（1997年4月4日 - 6月13日）※金曜17:30から移動

### 17時30分 - 18時00分
- 森のトントたち（1984年10月5日 - 1985年3月29日）
- らんま1/2 熱闘編（1989年10月20日 - 1992年9月25日） ※土曜19時枠から移動。1989年10月 - 1990年3月には『ティーンズゴールデンタイム』金曜で、1990年4月 - 同年6月には『金曜アニメランド』第4部で放送
- ドラゴンリーグ（1993年5月7日 - 9月24日）※1993年10月以降は金曜16:30へ移動
- キャプテン翼J（1995年9月1日 - 12月22日） ※金曜19時30分枠から移動
- クマのプー太郎（1996年1月12日 - 3月29日） ※水曜19時30分枠から移動
- いじわるばあさん（アニメ第2作）（1996年8月2日 - 1997年3月28日） ※金曜19時枠から移動。1997年4月に17時25分 - 17時55分に変更